# 25. фебруар
25. фебруар (25.02) је 56. дан у години по грегоријанском календару. До краја године има још 309 дана (310 у преступној години).

## Догађаји
- 139 — Римски император Хадријан је усвојио Антонина Пија, фактички га прогласивши својим наследником.
- 493 — Одоакар је предао Равену после трогодишње опсаде и сложио се да преговара о миру са Теодориком Великим.
- 1570 — Папа Пије V екскомуницирао је енглеску краљицу Елизабету I због њене подршке протестантизму и англиканској цркви.
- 1784 — Основана прва болница на Балкану - данас клиничко-болнички центар „Земун“.
- 1797 — Пуковник Вилијам Тејт и његових 1000-1500 војника се предало након последње инвазије Велике Британије.
- 1815 — По налогу Сулејман-паше Скопљака, убијен Станоје Стаматовић, познат као Станоје Главаш, српски војвода из Првог српског устанка, хајдук и борац против Турака.
- 1885 — Немачка је анектирала Тангањику и Занзибар.
- 1921 — Црвена армија је напала Грузију, заузела Тбилиси и прогласила нову Грузијску ССР..
- 1948 — Принудивши премијера Едварда Бенеша да прихвати оставке некомуниста у влади, комунисти су у Чехословачкој преузели власт.
- 1954 — Египатски председник Мухамад Нагиб, принуђен да поднесе оставку, а сву власт је као премијер и председник Револуционарног савета преузео Гамал Абдел Насер,
- 1956 — На завршетку 20. конгреса Комунистичке партије СССР, Никита Хрушчов прочитао је Тајни реферат, у којем је изложио последице Стаљинове владавине и култа личности.
- 1964 — Победом над Сонијем Листоном у Мајамију, Касијус Клеј, од 1965. Мухамед Али, постао је први пут првак света тешке категорије у боксу.
- 1968 — Јужнокорејски војници су убили 135 ненаоружаних становника села Ха Мај у јужновијетнамској покрајини Кванг Нам.
- 1972 — Совјетски васионски брод „Луна 20" вратио се на Земљу са узорцима Месечевог тла.
- 1974 — Проглашен задњи Устав Социјалистичке Републике Србије.
- 1986 — Филипински председник Фердинанд Маркос, поднео оставку под притиском побуњеног народа, војног врха, и уз подстицај САД које су дотада подржавале његову диктаторску владавину.
- 1991 — Ирачка ракета скад је погодила, у Заливском рату, касарну америчких маринаца код саудијског града Дахран, при чему је погинуло 28 војника, а већи број је рањен.
- 1993 — Ким Јонг Сам је преузео дужност председника Јужне Кореје као први цивил на челу те азијске државе после 32 године.
- 1994 — Јеврејски насељеник Барух Голдштајн убио је из аутоматске пушке и бомбама 43 муслиманска верника у џамији у Хеброну, на окупираној Западној обали, после чега је на истом месту претучен до смрти.
- 2000 — Међународни црвени крст саопштио да је још увек непозната судбина око 3.000 људи са Косова несталих за време сукоба српских снага безбедности и косовских Албанаца 1998-99. и да међу несталим лицима највише има косовских Албанаца.
- 2000 — Најмање 45 људи погинуло је када је експлодирала бомба у аутобусу на фериботу који је пловио према луци Озамис на јужним Филипинима.
- 2003 — У експлозији бомби у колумбијском конзулату и шпанској амбасади у Каракасу (Венецуела), повређено је пет особа. Експлозије су уследиле два дана после оптужби за мешање у унутрашње послове Венецуеле, које је председник те земље Хуго Чавез Фриас изнео на рачун Шпаније и Колумбије.

## Рођења
- 1841 — Пјер Огист Реноар, француски сликар. (прем. 1919)[1]
- 1873 — Енрико Карузо, италијански оперски певач. (прем. 1921)[2]
- 1937 — Том Кортни, енглески глумац.[3]
- 1943 — Џорџ Харисон, енглески музичар и музички и филмски продуцент, најпознатији као гитариста групе The Beatles. (прем. 2001)[4]
- 1949 — Амин Малуф, либански писац.[5]
- 1950 — Јурица Јерковић, хрватски фудбалер. (прем. 2019)[6]
- 1953 — Хосе Марија Аснар, шпански политичар, председник Владе Шпаније (1996—2004).[7]
- 1966 — Теа Лиони, америчка глумица и продуценткиња.[8]
- 1969 — Етијен де Креси, француски ди-џеј и музички продуцент.[9]
- 1971 — Шон Астин, амерички глумац, редитељ и продуцент.[10]
- 1971 — Данијел Паутер, канадски музичар.[11]
- 1976 — Рашида Џоунс, америчка глумица.[12]
- 1980 — Антонио Беркс, амерички кошаркаш.[13]
- 1982 — Лена Ковачевић, српска музичарка.[14]
- 1982 — Флавија Пенета, италијанска тенисерка.[15]
- 1983 — Едуардо Алвес да Силва, бразилско-хрватски фудбалер.[16]
- 1988 — Иван Иванов, бугарски фудбалер.[17]
- 1989 — Милан Бадељ, хрватски фудбалер.[18]
- 1994 — Јуџини Бушард, канадска тенисерка.[19]
- 1995 — Марио Хезоња, хрватски кошаркаш.[20]
- 1997 — Изабел Ферман, америчка глумица.[21]
- 1999 — Ђанлуиђи Донарума, италијански фудбалер.[22]

## Смрти
- 1634 — Албрехт Валенштајн, бохемски војсковођа и политичар (рођ. 1583)[23]
- 1723 — Кристофер Рен, енглески архитекта (рођ. 1632)[24]
- 1785 — Павле Јулинац, српски историчар и књижевник (рођ. 1731. или 1732)[25]
- 1815 — Станоје Главаш, српски војвода. (рођ. 1763)[26]
- 1888 — Јосиф Панчић, српски ботаничар и природњак (рођ. 1814)[27]
- 1899 — Паул Јулијус фон Ројтер, оснивач британске новинске агенције Ројтерс. (рођ. 1816)[28]
- 1983 — Тенеси Вилијамс, амерички писац. (рођ. 1911)[29]
- 2001 — Сер Доналд Бредман, најпознатији играч крикета (рођ. 1908)[30][31]
- 2003 — Алберто Сорди, италијански комичар и режисер. (рођ. 1920)[32]
- 2012 — Ерланд Јозефсон, шведски позоришни и филмски глумац. (рођ. 1923)[33]
- 2013 — Милан Велимировић, велемајстор проблемског шаха, репрезентативац. (рођ. 1952)
- 2014 — Пако де Лусија, шпански гитариста и музичар (рођ. 1947)[34]
- 2017 — Бил Пакстон, амерички глумац и режисер (рођ. 1955)[35]
- 2020 — Мирољуб Трошић, српски аматерски филмски глумац (рођ. 1948)[36]

## Празници и дани сећања
- Српска православна црква прославља:
  - Светог Мелетија - архиепископа антиохијског
  - Светог Алексија - митрополита московског
  - Преподобну Марију
  - Свети Антоније - патријарха цариградског
  - Свету Калију